# Editura de Stat pentru Literatură și Artă
Editura de Stat pentru Literatură și Artă (abreviată ESPLA) a fost o editură din Republica Populară Română, fondată în 1948 și desființată în 1960.

## Istoric
Editura de Stat pentru Literatură și Artă a fost înființată ca persoană juridică de utilitate publică printr-un decret publicat în Monitorul Oficial din 31 iulie 1948, prin preluarea patrimoniului Fundației Regale pentru Literatură și Artă (care edita Revista Fundațiilor Regale), care fusese naționalizat.
În 1960 ESPLA (Editura de Stat pentru Literatură și Artă) a fost divizată în trei edituri diferite, Editura Meridiane, Editura pentru literatură și Editura pentru literatură universală.
Printre altele, anterior anului 1960, în colecția „Biblioteca pentru toți” (nenumerotată), au fost publicate următoarele volume:
- Alexandru Davila – Vlaicu Vodă (b.d.t. 31.10.1955, tiraj 20.100 exemplare)
- Poeții „Contemporanului” (b.d.t. 18.02.1956, tiraj 25.100 exemplare)
- Longos – Dafnis și Hloe (b.d.t. 12.03.1956, tiraj 15.100 exemplare, traducere C. I. Bălmuș)
- Abatele Prevost – Manon Lescaut (b.d.t. 09.04.1956, tiraj 25.100 exemplare, traducere Alice Gabrielescu)
- Caleidoscopul lui A. Mirea (b.d.t. 07.06.1956, tiraj 25.100 exemplare)
- Barbu Ștefănescu Delavrancea – Teatru (b.d.t. 12.06.1957, tiraj 20.110 exemplare)
- Antologia Poeziei Românești * (b.d.t. 27.11.1957, tiraj 30.150 exemplare)
- Gerhart Hauptmann – Teatru (b.d.t. 10.04.1958, tiraj 12.150 exemplare, traducere N. Argintescu-Amza)
- Alexandru Vlahuță – Poezii (b.d.t. 12.09.1959, tiraj 40.150 exemplare)
- Gustave Flaubert – Doamna Bovary (b.d.t. 25.05.1959, tiraj 40.150 exemplare, traducere Demostene Botez)

## Directori
- Alexandru Toma (–1954)
- Petru Dumitriu (1956–1958)[4]

## Vezi și
- Catalogul Colecției Biblioteca pentru toți - Anii 1960